# Seznam smírčích křížů v Praze
Seznam smírčích křížů v Praze obsahuje dochované, přemístěné i zaniklé kamenné kříže (+), křížové kameny (⊞) a kruhové stély (⊕) na území Prahy a v okolních obcích později k Praze připojených. Seznam je řazen podle evidenčního čísla Centrální evidence kamenných křížů, kterou vede Společnost pro výzkum kamenných křížů.
| Evidenční číslo | Obrázek | Commons                                                                 | Typ | Datace | Lokalita Souřadnice                                         | Poznámka |
| --------------- | ------- | ----------------------------------------------------------------------- | --- | ------ | ----------------------------------------------------------- | --- |
| 1588            |         |                                                                         | +   | 1986   | Vyšehrad Vyšehradský hřbitov                                | rozměry: 170 x 35 x 18 cm na hrobě Zdeňka Servíta, zhotovil sochař Vladimír Preclík v roce 1986 |
| 1813            |         |                                                                         | ⊞   |        | Nové Město 50°4′43″ s. š., 14°25′52″ v. d.                  | kamenná deska s reliéfem klínového kříže, rozměry: 34 x 40 x 15 cm, nalezen roku 1912 při archeologickém průzkumu, Bříza (LT), později převezen do Národního muzea a vystaven v historické expozici |
| 1973            |         |                                                                         | +   | 1996   | Újezd u Průhonic 50°1′5″ s. š., 14°32′51″ v. d.             | bíle natřený kříž z dusaného betonu, rozměry: 80 x 86 x 9 cm nápis: Zde tragicky zahynul Tomáš Bubník, 19.8.1976 - 6.8.1996                                                                         |
| 2554            |         |                                                                         | ⊞   |        | Hradčany Loretánské náměstí 50°5′21″ s. š., 14°23′28″ v. d. | na kameni hladká plocha bez symbolu či nápisu |
| 2614            |         | Kategorie „Stations of the Cross in Praha Modřany“ na Wikimedia Commons | +   | 2015   | Modřany 50°0′13″ s. š., 14°24′25″ v. d.                     | 14 křížů ze žluté mrákotínské žuly, tvoří křížovou cestu v areálu Na Zvonici u kostela Nanebevzetí Panny Marie, autorem je sochař Miroslav Beščec                                                   |
|                 |         |                                                                         | ⊞   |        | Hradčany Radnické schody 50°5′20″ s. š., 14°23′45″ v. d.    | nad průchodem, na kameni reliéf kříže a nápis |